# Борки (Бобровицкий район)
Бо́рки (укр. Бірки) — село, расположенное на территории Бобровицкого района Черниговской области (Украина).
Население составляет 138 жителей (2006 год). Плотность населения — 215,96 чел/кв.км.

## История
Впервые упоминается в 1800 году.

## Географическое положение
Село Борки находится примерно в 27 км к югу от центра города Бобровица. Средняя высота населённого пункта — 122 м над уровнем моря. Село находится в зоне умеренно континентального климата.
Национальный состав представлен преимущественно украинцами, конфессиональный состав — христианами.